# 内蒙古自治区工商业联合会
内蒙古自治区工商业联合会，简称内蒙古自治区工商联，同时称内蒙古自治区总商会，是中国共产党领导的、内蒙古自治区工商界组成的统战性、经济性、民间性的人民团体和商会组织。